# 1960 en Alberta
Chronologie de l'Alberta
- 1956
- 1957
- 1958
- 1959
- 1960
- 1961
- 1962
- 1963
- 1964

Cette page concerne des événements qui se sont produits durant l'année 1960 dans la province canadienne de l'Alberta.

## Politique
- Premier ministre :   Ernest Manning du Crédit social
- Chef de l'Opposition : Il n'y aurait pas de chef de l'opposition de 1959 à 1963
- Lieutenant-gouverneur :  John Percy Page.
- Législature :

## Événements
- Mise en service :
  - de la Elveden House, immeuble de bureaux situé 717 7 Avenue SW à Calgary[1].
  - du Dunvegan Bridge, pont suspendu de 274 mètres de portée sur la Rivière de la Paix (Peace river) à Dunvegan[2].
- 19 septembre : fondation de l'Université de Calgary.

## Naissances
- 11 février : Richard Feehan, né à Edmonton, homme politique canadien, il est élu à l'Assemblée législative de l'Alberta lors de l'élection provinciale de 2015.
- 16 mars : Duane Calvin Sutter (né à Viking) , joueur et entraîneur professionnel canadien de hockey sur glace[3].
- 10 septembre : Tim Robert Hunter (né à Calgary), joueur professionnel canadien et actuellement entraîneur de hockey sur glace.
- 10 novembre : Leonard Warren "Len" Webber (né à Calgary), homme politique, il est le député qui représente la circonscription de Calgary-Foothills à l'Assemblée législative depuis l'élection provinciale du lundi 22 novembre 2004 sous la barrière de l'Association progressiste-conservateur de l'Alberta. Le mercredi 12 mars 2014, il quitte le caucus progressiste-conservateur pour siéger comme indépendant lors de la signe en manifestant contre la direction d'Alison Redford[4].

## Décès
- 13 janvier : Wilfrid Gariépy, député provincial de Beaver River (en) (1913-1921) et ministre des affaires municipales de l'Alberta (1917-1918).